# Milzener
Die Milzener (obersorbisch Milčenjo) waren ein westslawischer Stamm im Gebiet der heutigen Oberlausitz, der erstmals in der Beschreibung des Bayerischen Geographen aus der Mitte des 9. Jahrhunderts erwähnt wird. Hier wurden ihm 30 civitates – Siedlungskammern, möglicherweise schon mit einer zentralen Burganlage in der Mitte der zugehörigen Siedlungen – zugeschrieben. Sie waren die Vorfahren der bis heute in der Oberlausitz ansässigen Sorben. Ihre Hauptburg war Budusin (Bautzen).

## Siedlungsgebiet
Die genaue Abgrenzung des Siedlungsgebietes der Milzener ist in der Forschung umstritten. Es umfasste im Wesentlichen eine Gefildelandschaft mit fruchtbaren Lößböden und einer Ausdehnung von etwa 50 Kilometern in Ost-West- und etwa 20 Kilometern in Nord-Süd-Richtung. Die Grenze dürften nach Norden die sumpfige und teilweise unfruchtbare Ebene und nach Süden das Lausitzer Bergland gebildet haben. Im Westen bildet der Höhenzug des Westlausitzer Hügel- und Berglandes westlich und südwestlich von Kamenz einen natürlichen Riegel. Nach Osten, zum benachbarten Gebiet (der) Besunzane um Görlitz und evtl. um Lubań (Lauban), ist die Abgrenzung weniger deutlich. Nach den Milzenern wurde die Region um Bautzen in den schriftlichen Quellen des 10. bis 12. Jahrhunderts als Gau Milsca bezeichnet, so z. B. in der Chronik Thietmar von Merseburgs.

## Geschichte
Spätestens im frühen 8. Jahrhundert dürften die Milzener aus dem heutigen Polen in das beschriebenen Gebiet eingewandert sein. Sie gründeten kleine Siedlungen im Offenland und an Flusstälern und machten Bautzen zu ihrem Fürstensitz. Ihre ca. 250 Siedlungen umfassten meist nur wenige Bauernstellen, die zu einer Großfamilie gehörten, mit (geschätzt) insgesamt 6.500 Einwohnern. Um 932 wurden die Milzener von Meißen aus durch König Heinrich I. unterworfen und gerieten in „Zinsabhängigkeit“. Nach dem Tode Heinrichs im Jahr 936 konnten sie die deutsche Herrschaft vorübergehend abschütteln. In dem als Regest aus dem 11. Jahrhundert überlieferten, wohl unter Mieszko I. von Polen (* 945?; † 25. Mai 992) an den Papst gesandten Dagome iudex wird das Land der Milzener als Grenzgebiet von dessen Reich erwähnt. 990 wurden sie wieder dem römisch-deutschen König tributpflichtig. Um 1000 setzte die Christianisierung ein. 1013 wurde das Gebiet der Milzener im Frieden von Merseburg als Reichslehen König Bolesław I. von Polen zugesprochen. Dieser Beschluss wurde wohl 1018 im Frieden von Bautzen erneuert, bis das Milzenerland 1031 wieder an die Mark Meißen und 1076 an Herzog Vratislav II. von Böhmen fiel. Seit dem 11. Jahrhundert erweiterten die Milzener ihr Siedlungsgebiet durch Rodung, doch schon Ende des 11. Jahrhunderts setzte die deutsche Besiedlung mit der Errichtung von Waldhufendörfern ein.
Bis zum 10. Jahrhundert waren die Besunzane vermutlich in den Milzenern aufgegangen, da ihr Stammesname nicht mehr erwähnt wurde. Die Spuren der Milzener (als Stammesname) verlieren sich im 12. Jahrhundert; in späteren Quellen werden die slawischsprachigen Bewohner der Lausitz nurmehr als „Wenden“ oder „Sorben“ bezeichnet.